# المعرض الاستعماري

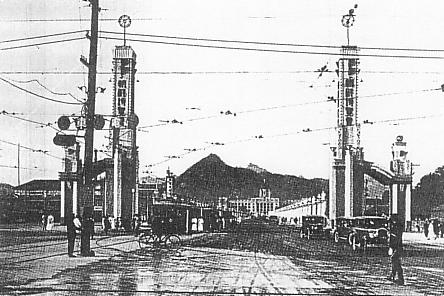
مدخل المعرض الكوري بسيول 1929

كان المعرض الاستعماري colonial exhibition شكل من المعارض الدولية التي أقيمت لتعزيز التجارة خلال ثمانينيات القرن التاسع عشر وما بعدها، كان للمعارض الاستعمارية هدف إضافي يتمثل في تعزيز الدعم الشعبي لمختلف الإمبراطوريات الاستعمارية خلال فترة الإمبريالية الجديدة، والتي تضمنت التدافع إلى أفريقيا.

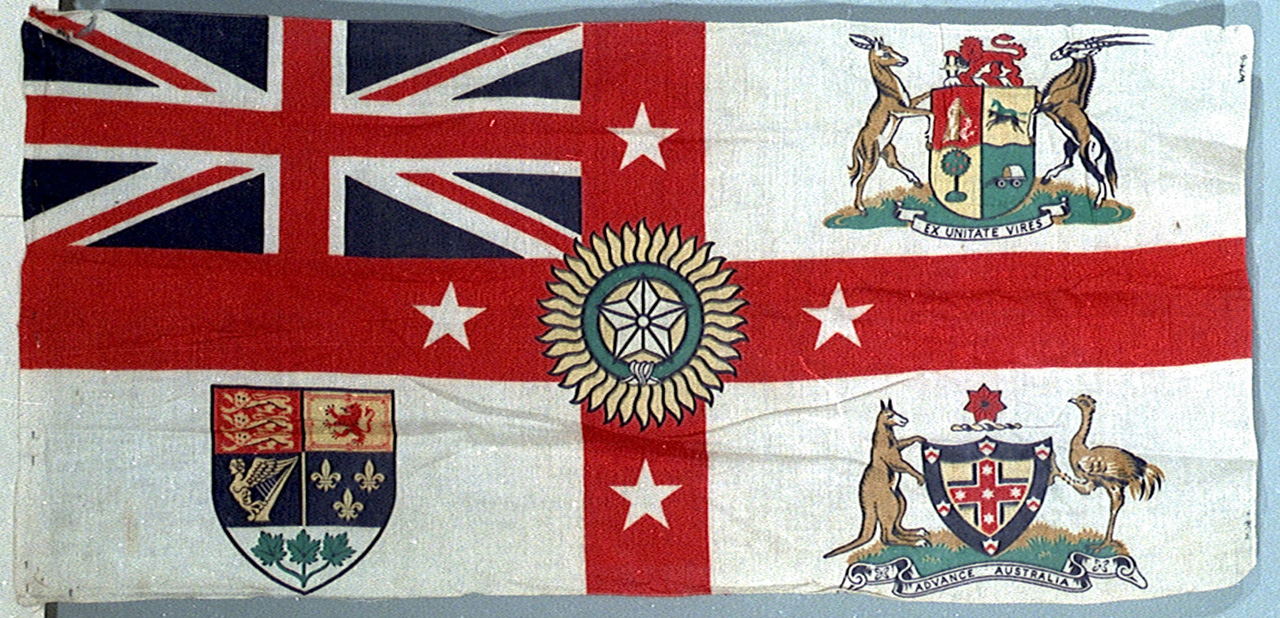
علم الإمبراطورية البريطانية تم توزيعه في معرض الإمبراطورية البريطانية.

خريطة معرض ليون عام 1894

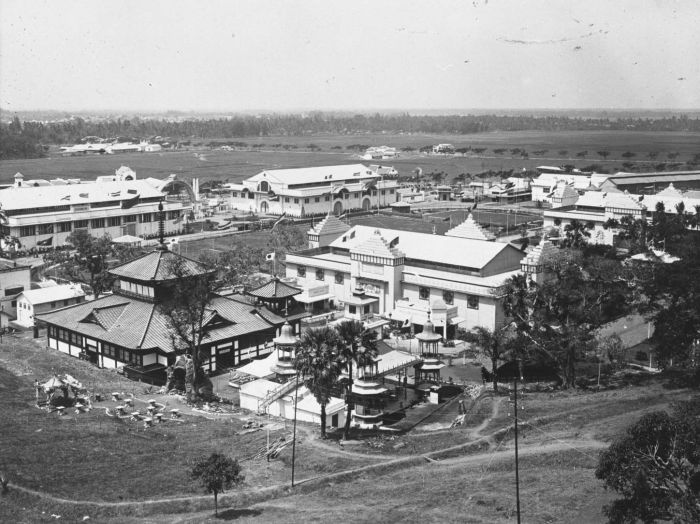
نظرة عامة على المعرض الاستعماري في سيمارانج.

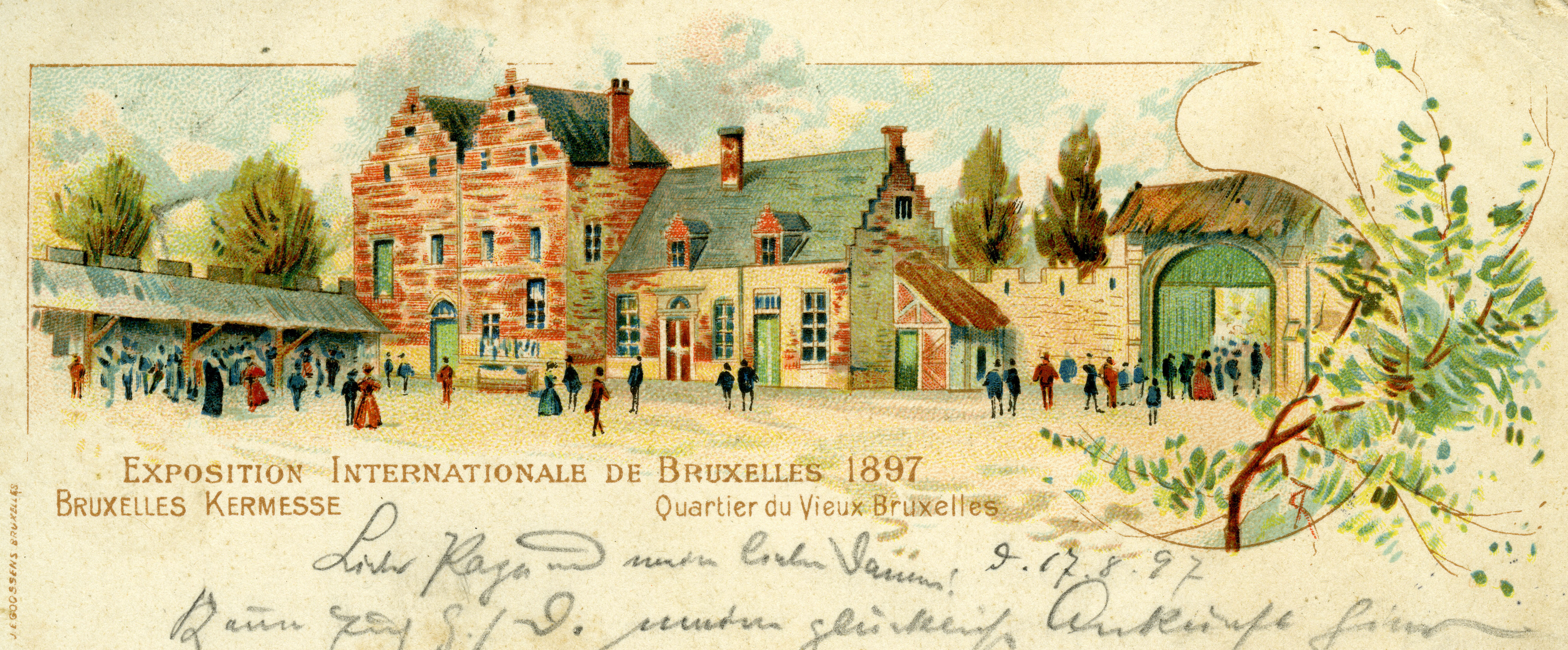
بطاقة بريدية من مطار بروكسل الدولي

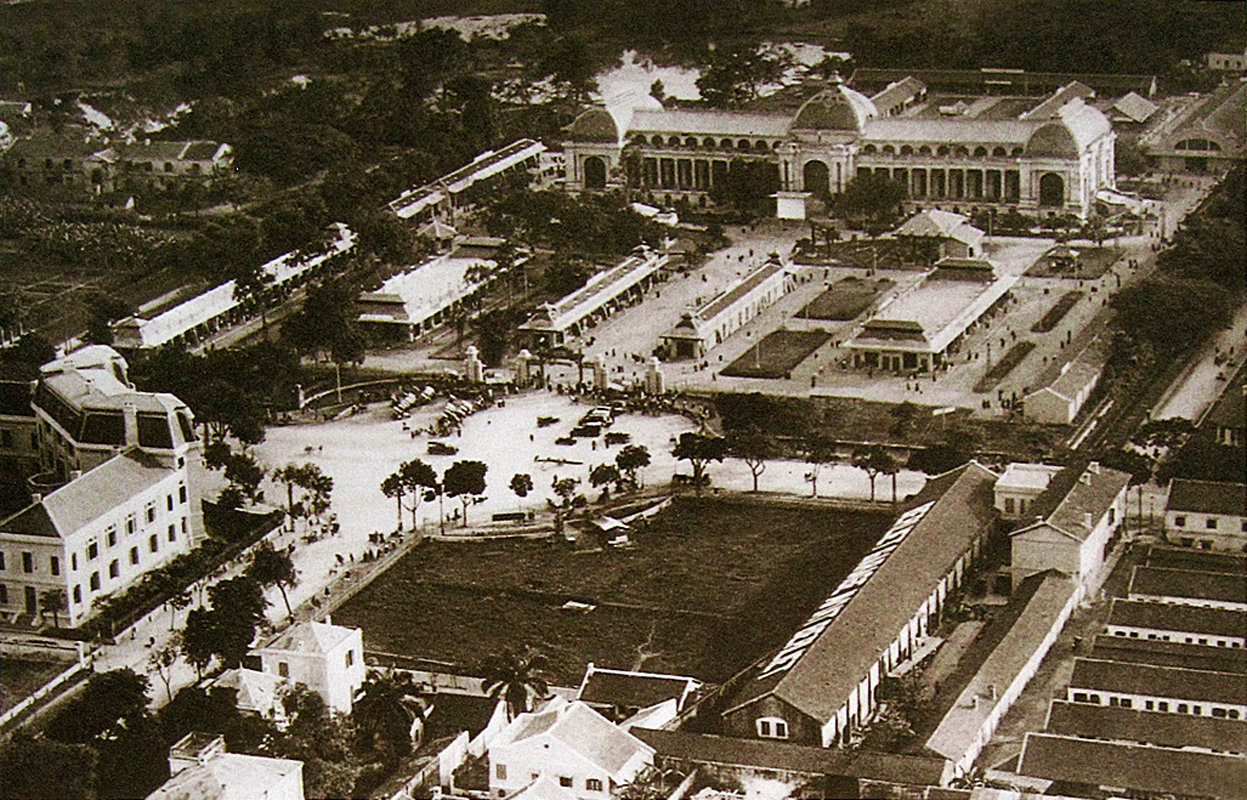
بطاقة بريدية لقصر المعارض في معرض هانوي

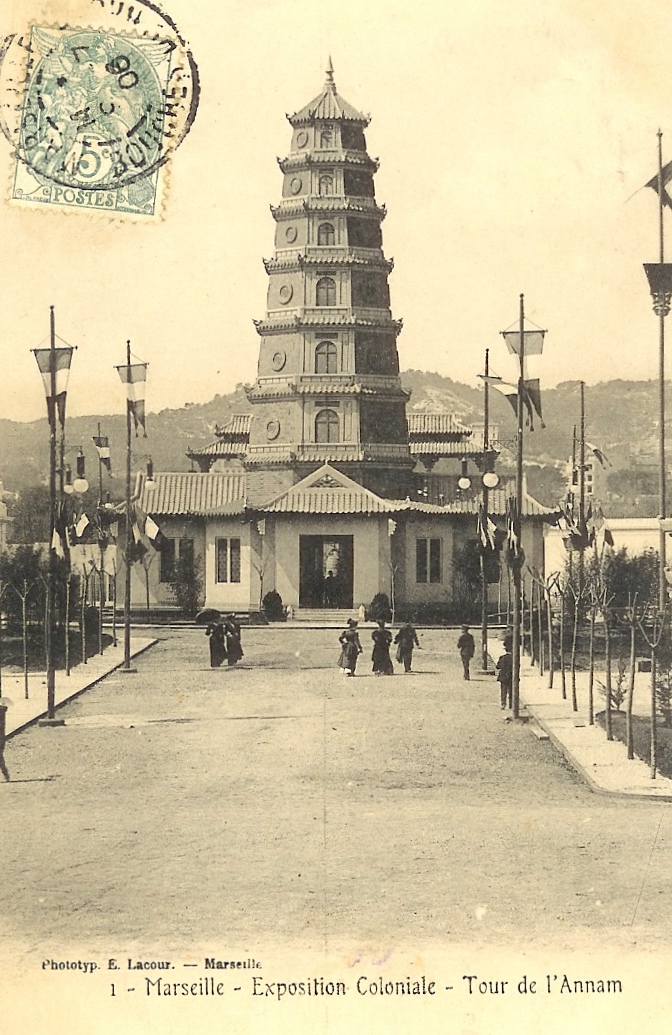
بطاقة بريدية لبرج أنام الذي تم بناؤه للمعرض.

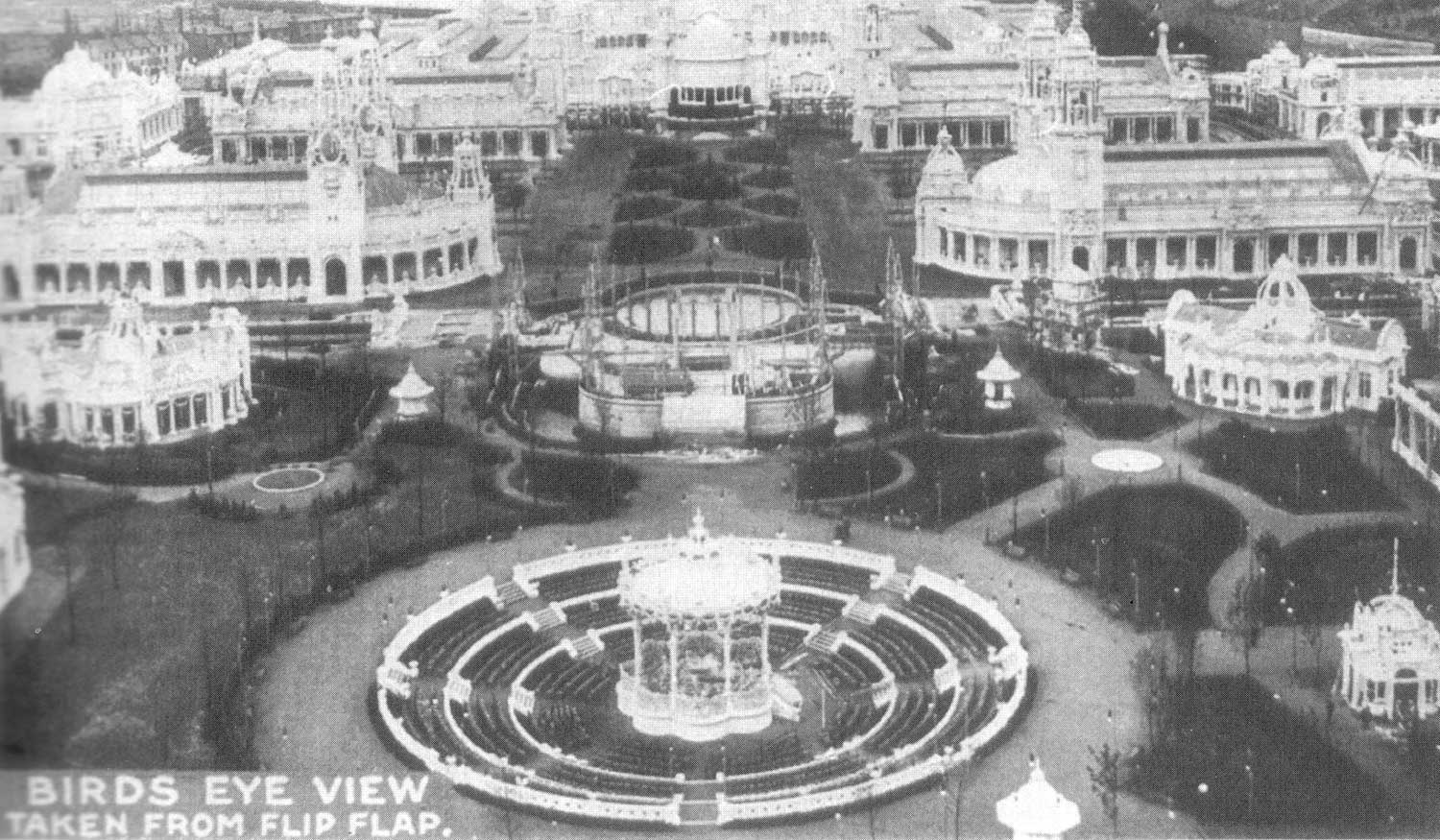
منظر علوي للمعرض الفرنسي البريطاني

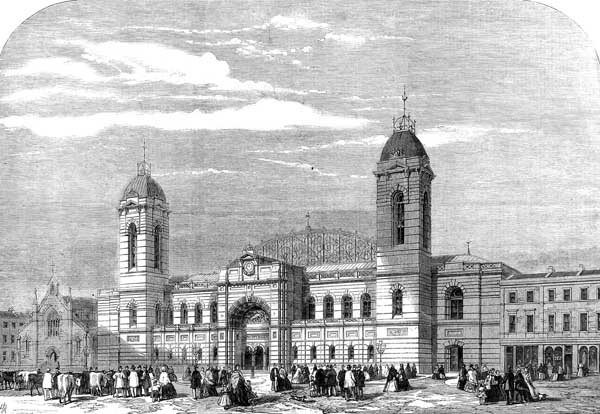
القاعة الزراعية الملكية موقع معرض المطاط

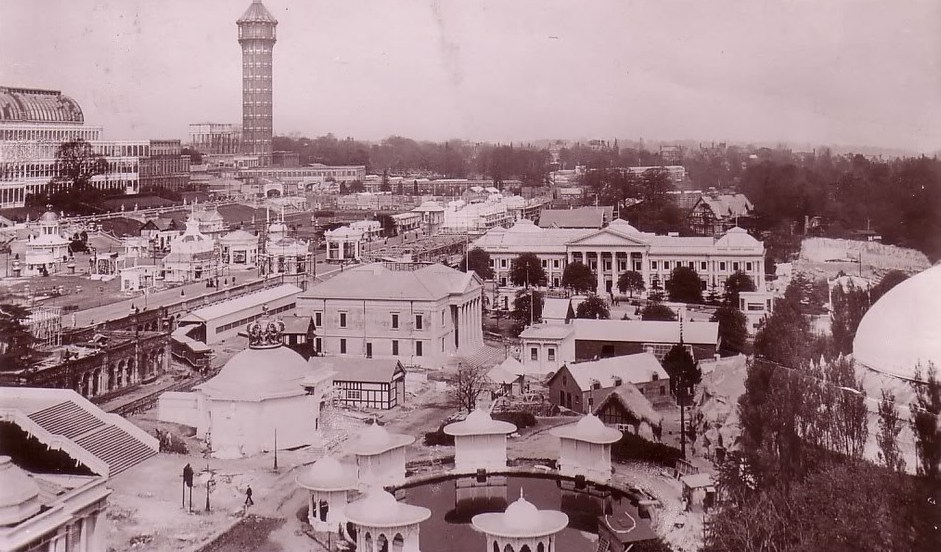
نسخة طبق الأصل من مبنى البرلمان الكندي في مهرجان الإمبراطورية

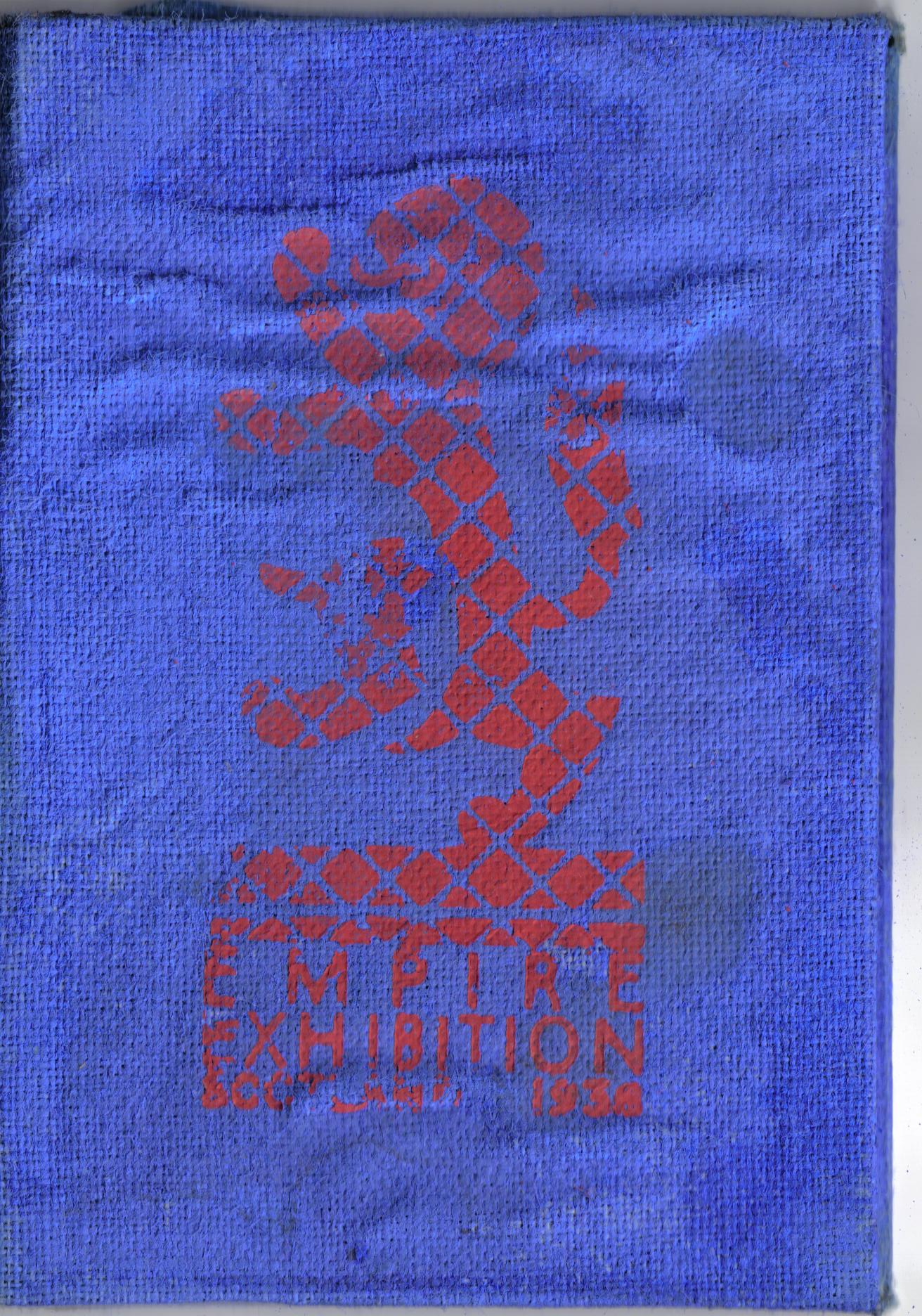
قسم تذكرة الموسم يعرض الشعار

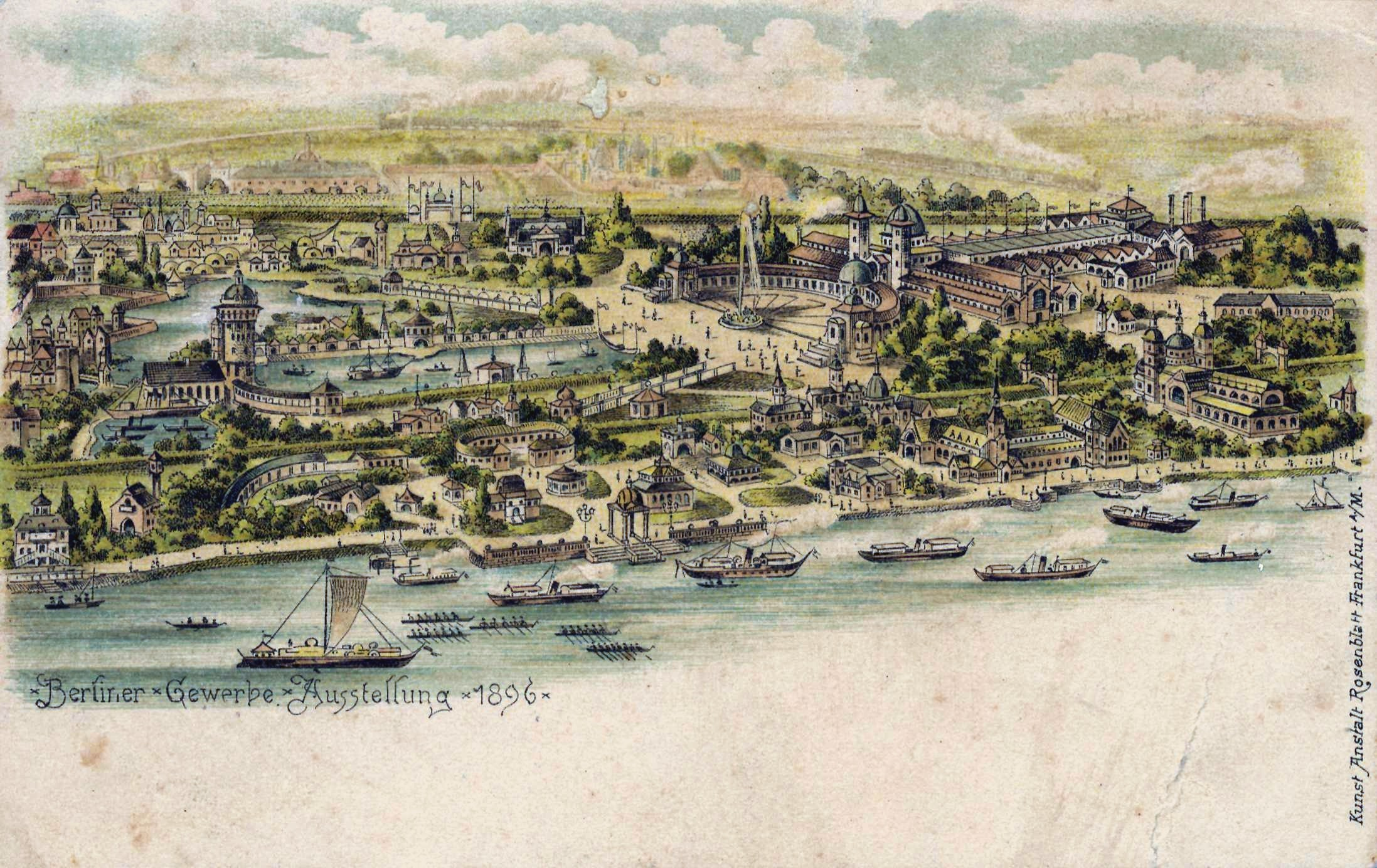
نظرة عامة على معرض 1896

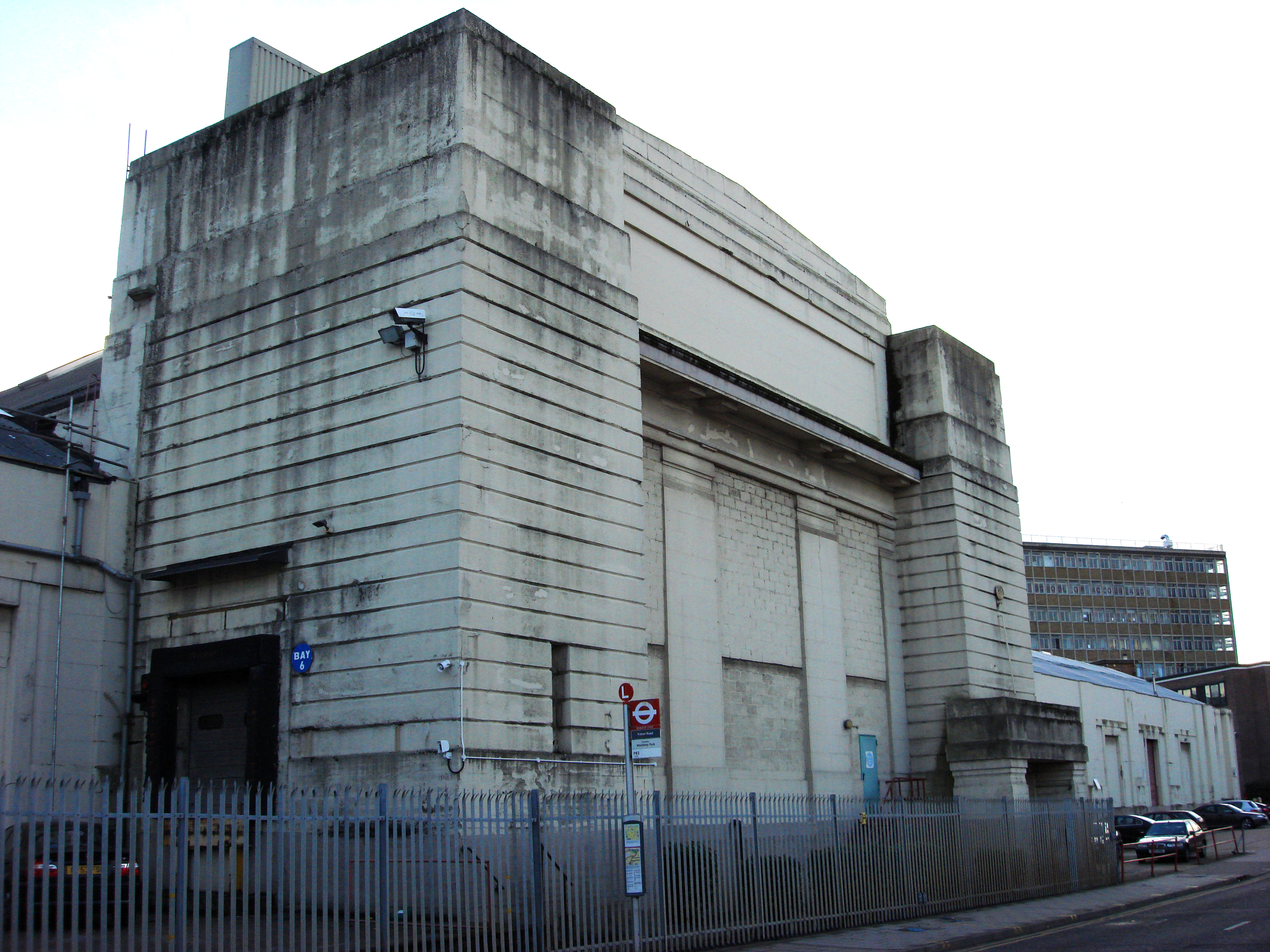
مبنى قصر الصناعة من معرض الإمبراطورية البريطانية

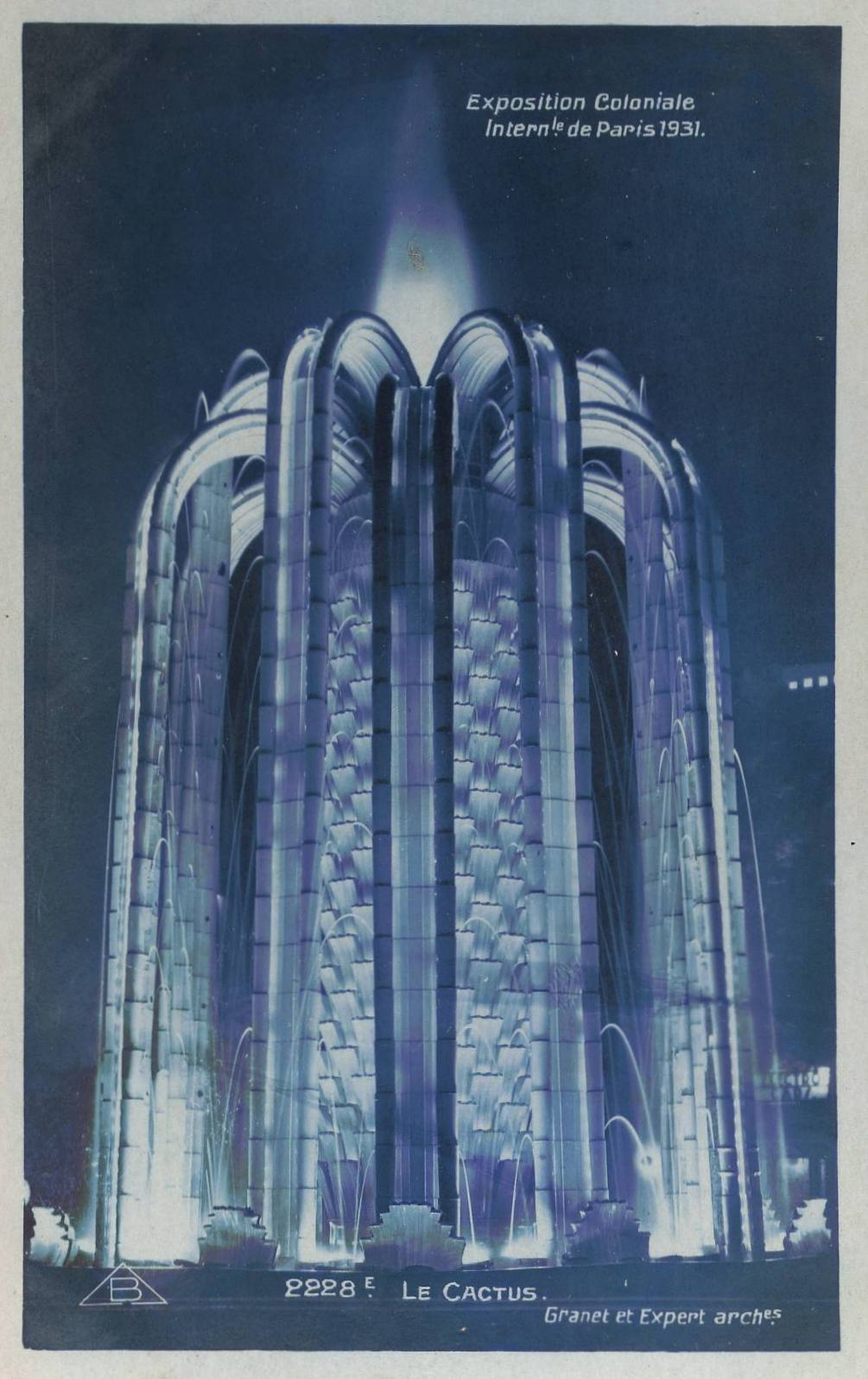
"لو كاكتوس" في المعرض الفرنسي عام 1931

أول معرض عقد في فيكتوريا أستراليا، عام 1866، نتاج 25 عام من المعارض المماثلة، التي أقيمت أيضًا في ملبورن، وشاركت فيها مستعمرات أخرى داخل القارة الأسترالية.
ولعل اشهر معرض استعماري كان معرض باريس الاستعماري عام 1931، والذي استمر ستة أشهر وبيعت منه 33 مليون تذكرة.  افتتح معرض باريس الاستعماري في 6 مايو 1931 على مساحة 110 هكتار (272 فدان) في بوادي فينسين. وتضمن المعرض العشرات من المتاحف المؤقتة والواجهات التي تمثل مختلف مستعمرات الدول الأوروبية، بالإضافة إلى العديد من المباني الدائمة. من بين القصور كان قصرPalais de la Porte Dorée، الذي صممه المهندس المعماري ألبرت لابرود، والذي كان يضم متحف المستعمرات الدائم، وهو اليوم بمثابة المدينة الوطنية لتاريخ الهجرة. 
أقام الحزب الشيوعي الفرنسي معرض مضاد مناهض للاستعمار بالقرب من المعرض الاستعماري عام 1931، بعنوان "حقيقة المستعمرات The Truth About the Colonies". تم تخصيص القسم الأول للجرائم التي وقعت أثناء الحروب الاستعمارية، واقتبس انتقادات ألبرت لوندريس وأندريه جيد للعمل القسري. والثاني يقارن بين "سياسة القوميات" التي ينتهجها الاتحاد السوفييتي و"الاستعمار الإمبريالي".
كما نظمت ألمانيا والبرتغال معارض استعمارية. وظهرت حدائق الحيوان البشرية في بعض المعارض، كما هو الحال في المعرض الباريسي عام 1931. 
استضافت إمبراطورية اليابان المعارض الاستعمارية في المعارض داخل جزر الأرخبيل الياباني الرئيسية، ولكنها أقامت أيضا العديد من المعارض واسعة النطاق داخل مستعمراتها الفعلية في كوريا وتايوان (أجزاء بحكم القانون من اليابان). ومع ذلك، كان لهذه المعارض أهداف مماثلة لأهداف نظيراتها الأوروبية، حيث سلطت الضوء على الإنجازات الاقتصادية والتقدم الاجتماعي في ظل الحكم الاستعماري الياباني على الموضوعات اليابانية والاستعمارية على حد سواء.
كانت بروكسل مكان للمعرض الاستعماري الأخير: المعرض الاستعماري البلجيكي، الذي أقيم في عام 1948.

## المعارض الاستعمارية
تشمل المعارض التي يمكن وصفها بأنها معارض استعمارية ما يلي:
| #  | الاسم العربية                                    | اسم المعرض                                                               | العام | البلد               | المنطقة           | ملاحظات       |
| -- | ------------------------------------------------ | ------------------------------------------------------------------------ | ----- | ------------------- | ----------------- | ------------- |
| 1  | معرض سيدني الدولي                                | معرض سيدني الدولي                                                        | 1879  | Sydney              | New South Wales   | [ note 1 ]    |
| 2  |                                                  | المعرض الدولي لتجارة الاستعمار والتصدير                                  | 1883  | Amsterdam           | هولندا            |               |
| 3  | المعرض الاستعماري والهندي                        | المعرض الاستعماري والهندي                                                | 1886  | London              | المملكة المتحدة   |               |
| 4  | معرض الفلبين                                     | Philippines Exposition                                                   | 1887  | Madrid              | Spain             |               |
| 5  | المعرض العالمي                                   | Exposition Universelle                                                   | 1889  | Paris               | فرنسا             |               |
| 6  | المعرض الدولي والمستعمر                          | Exposition internationale et coloniale                                   | 1894  | Lyon                | فرنسا             |               |
| 7  | معرض البرتغالية الجزرية والمستعمرات              | Exposição Insular e Colonial Portuguesa                                  | 1894  | Oporto              | Portugal          |               |
| 8  | المعرض الصناعي الكبير                            | Great Industrial Exposition                                              | 1896  | Berlin              | ألمانيا           |               |
| 9  | المعرض الوطني للمستعمريتن                        | Exposition nationale et coloniale                                        | 1896  | Rouen               | فرنسا             |               |
| 10 | بروكسل الدولية                                   | Brussels International                                                   | 1897  | Brussels            | بلجيكا            |               |
| 11 |                                                  | Exposition internationale et coloniale                                   | 1898  | Rochefort           | فرنسا             |               |
| 12 | معرض أمريكا الكبرى                               | Greater America Exposition                                               | 1899  | Omaha               | الولايات المتحدة  |               |
| 13 | معرض هانوي                                       | Hanoi exhibition                                                         | 1902  | Hanoi               | French Indochina  |               |
| 14 | الولايات المتحدة، المعرض الاستعماري والدولي      | United States, Colonial and International Exposition[بحاجة لمصدر]        | 1902  | New York City       | الولايات المتحدة  |               |
| 15 | معرض مرسيليا الاستعماري                          | Marseille colonial exhibition [exposition_coloniale_de_marseille_(1906)] | 1906  | Marseille           | فرنسا             |               |
| 16 |                                                  | Exposition Coloniale                                                     | 1907  | Paris               | فرنسا             |               |
| 17 | المعرض الفرنسي البريطاني                         | Franco-British Exhibition                                                | 1908  | London              | المملكة المتحدة   | [بحاجة لمصدر] |
| 18 |                                                  | Festival of Empire                                                       | 1911  | London              | المملكة المتحدة   |               |
| 19 |                                                  | Exposition Universelle                                                   | 1910  | Brussels            | بلجيكا            |               |
| 20 |                                                  | International exhibition of marine and maritime hygiene                  | 1914  | Genoa               | إيطاليا           |               |
| 21 |                                                  | Colonial Exhibition                                                      | 1914  | Semarang            | Dutch East Indies | [ note 3 ]    |
| 22 |                                                  | Joseon Industrial Exhibition                                             | 1915  | Gyeongseong (Seoul) | Japanese Korea    |               |
| 23 |                                                  | International Exhibition of Rubber and Other Tropical Products           | 1921  | London              | المملكة المتحدة   |               |
| 24 |                                                  | Exposition nationale coloniale                                           | 1922  | Marseille           | فرنسا             |               |
| 25 | معرض الإمبراطورية البريطانية                     | British Empire Exhibition                                                | 1924  | London              | المملكة المتحدة   |               |
| 26 | معرض تشوسون                                      | Chosun Exhibition                                                        | 1929  | Gyeongseong (Seoul) | Japanese Korea    |               |
| 27 |                                                  | Exposition internationale coloniale, maritime et d'art flamand           | 1930  | Antwerp             | بلجيكا            |               |
| 28 | معرض باريس الاستعماري                            | Paris Colonial Exposition                                                | 1931  | Paris               | فرنسا             | [بحاجة لمصدر] |
| 29 | معرض المسعمرات البرتغالية                        | Exposição Colonial Portuguesa                                            | 1934  | Porto               | البرتغال          |               |
| 30 | معرض تايوان                                      | Taiwan Exposition                                                        | 1935  | Taihoku (Taipei)    | Japanese Formosa  |               |
| 31 | معرض الإمبراطورية                                | Empire Exhibition                                                        | 1936  | Johannesburg        | جنوب إفريقيا      | [ note 5 ]    |
| 32 | المعرض الدولي للفنون والتقنيات في الحياة الحديثة | Exposition Internationale des Arts et Techniques dans la Vie Moderne     | 1937  | Paris               | فرنسا             |               |
| 33 | معرض الإمبراطورية                                | Empire Exhibition                                                        | 1938  | Glasgow             | المملكة المتحدة   |               |
| 34 | دويتشه كولونيال أوستيلونج                        | Deutsche Kolonial Ausstellung                                            | 1939  | Dresden             | Nazi Germany      |               |
| 35 | معرض العالم البرتغالي                            | Exposição do Mundo Português                                             | 1940  | Lisbon              | البرتغال          | [بحاجة لمصدر] |
| 36 |                                                  | Foire coloniale                                                          | 1948  | Brussels            | بلجيكا            |               |

## الملاحظات
1. ↑  بدأت المعارض في أستراليا قبل 25 عامًا، عندما قامت مستعمرات فيكتوريا ونيو ساوث ويلز، المستوحاة من المعرض الكبير في لندن عام 1851، بإنشاء معارضها الخاصة المعارض في عام 1854 استعدادًا لمعرض باريس عام 1855 وفي عام 1861 لمعرض لندن عام 1862. عُرفت هذه المعارض السابقة باسم معارض متروبوليتان بين الاستعمار: "بين الاستعمار" في إشارة إلى المستعمرات الأسترالية التي أصبحت ولايات أستراليا بعد الاتحاد في عام 1901، وليس تلك الموجودة في بلدان منفصلة من الإمبراطورية البريطانية.[3]
2. ↑  احتفل المعرض بالوفاق الودي الذي وقعته المملكة المتحدة وفرنسا عام 1904.
3. ↑  كان الهدف من المعرض هو "إعطاء صورة شاملة لجزر الهند الهولندية في حالتها المزدهرة الحالية".[4]
4. ↑  حاول هذا المعرض الذي استمر ستة أشهر عرض الثقافات المتنوعة والموارد الهائلة للممتلكات الاستعمارية الفرنسية.
5. ↑  كان معرض الإمبراطورية الذي أقيم في جوهانسبرغ في الفترة من 15 سبتمبر 1936 إلى 15 يناير 1937 هو المرة الأولى التي يقام فيها معرض الإمبراطورية خارج بريطانيا.[6] It was seen as an opportunity for the expansion of British trade.[7] It coincided with Johannesburg's Jubilee and was staged on a grand scale, with over twenty acres of industrial and commercial exhibits.[8] It was opened by the Governor-General.[9]
6. ↑  يُقام في المقام الأول باعتباره احتفالًا إستادو نوفو (تتبع البرتغال). شاركت دولة أجنبية واحدة، وهي البرازيل، في المعرض.

## الفهرس
- ألكسندر سي تي جيبرت، المدن العابرة. المعارض الإمبراطورية في Fin-de-Siècle أوروبا، باسينجستوك / نيويورك: بالجريف ماكميلان، 2010.

## أنظر أيضا
- الاستعمار
- حديقة الحيوان البشرية
- قائمة المعارض العالمية
- تأثير الاستعمار والاستعمار الأوروبي الغربي

## روابط خارجية
- معرض كولونيالي باريس 1931 للصور الفوتوغرافية